# Paul Walden
Paul Walden (Cēsis, 14 de juliol de 1863 - Gammertingen, Baden-Württemberg, Alemanya, 22 de gener de 1957) fou un químic letó, nacionalitzat alemany, que descobrí la inversió de Walden, una inversió de la configuració estereoquímica que passa en algunes reaccions de components covalents.

## Biografia
Nascut en una gran família de pagesos a Cesis, aleshores annexionat a l'Imperi rus, actualment a Letònia. El seu pare va morir quan tenia quatre anys, la família va fer fallida i la granja va ser venuda. Amb l'ajuda dels seus germans grans, Paul va continuar la seva formació en un pensionat on va aprendre alemany i rus. En aquesta època, Lituania feia part de l'Imperi Rus, però molts «alemanys bàltics» benestants hi tenien posicions influents. Es va graduar primer amb honors a l'escola del districte de la ciutat de Cēsis (1876), i després a l'escola real de Riga (1882).
Va estudiar a la Universitat Politècnica de Riga i a Sant Petersburg. El 1891 va doctorar summa cum laude a la Universitat de Leipzig sota direcció de Wilhelm Ostwald. El 1894 esdevé professor de química de la Universitat Politècnica de Riga fins a l'inici de la Revolució russa de 1917, quan va decidir traslladar-se a l'Imperi Alemany. Entre 1919 i 1934 fou professor i cap del departament de química anorgànica a la Universitat de Rostock. És conegut pel seu llibre sobre la història de la química orgànica publicat el 1941. Descriu la història d'una perspectiva força germanocèntrica i nacionalísta, en compliment de la història ariana de la ciència propagada per Philipp Lenard. El 1947, gairebé a l'edat de noranta anys, impartí classes d'història de la química a la Universitat de Tübingen. Ha sigut un un important referent en el tema.
La seva relació amb el règim nazi no és clara. Era membre del Nationalsozialistischer Lehrerbund (Lliga nacionalsocialista de mestres) i va patrocinar l'organització obertament nazi de la SS. Potser que només era un sequaç. No se sap si ha pres el camí de la menor resistència o si ha actuat davall la pressió social de col·legues que com a immigrant lituà, s'havia de mostrar més alemany que els alemanys. La seva casa, biblioteca i arxiu van cremar durant el bombardeig aliat de Rostock del 1942.

## Obra

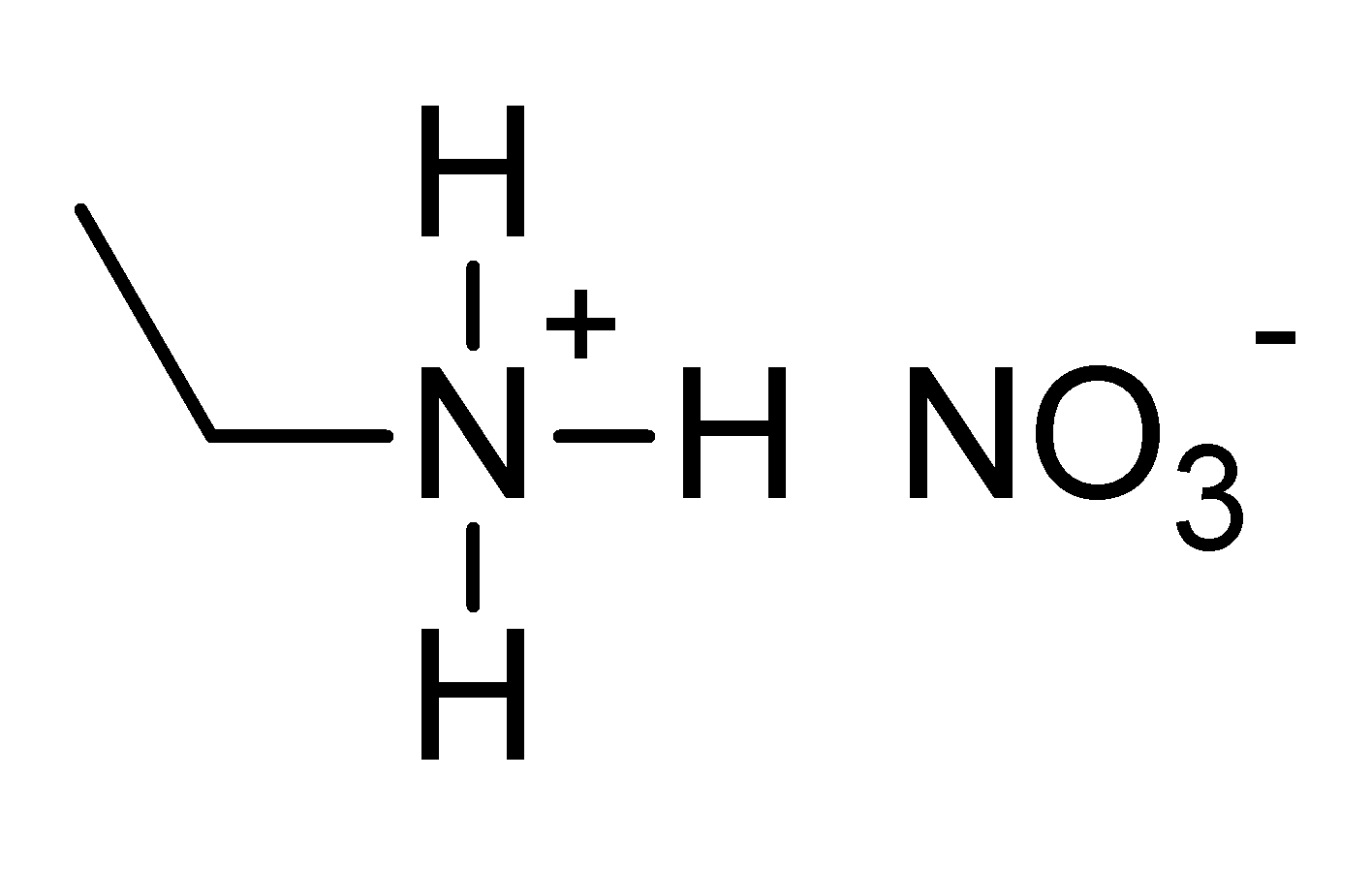
Estructura del nitrat d'etilamoni

El 1896 descobrí la inversió de Walden. La inversió de Walden és la inversió d'un centre quiral en una molècula, en el transcurs d'una reacció química. Atès que una molècula pot formar dos enantiòmers en un centre quiral, la inversió de Walden converteix la configuració de la molècula d'una forma enantiomèrica a l'altra. Aquestes inversions succeeixen quan un àtom, o més, s'acosta a una molècula des d'una direcció concreta, desplaçant un àtom a l'altre costat de la molècula. La inversió de Walden ha esdevingut una eina útil per a l'estudi detallat de les reaccions orgàniques.
A part de l'estereoquímica, Paul Walden també treballà en l'electroquímica de les dissolucions no aquoses i formulà la "Regla de Walden", la qual relaciona la conductivitat elèctrica i la viscositat en dissolucions d'aquest tipus. També el 1914 descobrí el nitrat d'etilamoni, C₂H₈N₂O₃, que té un punt de fusió de 12 °C. És el primer líquid iònic a temperatura ambient que s'ha descrit.

## Reconeixement
- L'aula de química de la universitat de Rostock porta el nom «Aula Paul Walden».[3]
- Un carrer prop de la Universitat Tècnica de Riga i una altra a Valmiera, el poble natal de la seva esposa porta el seu nom.[1]